# 布萊克韋爾德山
77°59′S 161°4′E / 77.983°S 161.067°E
布萊克韋爾德山（英語：Mount Blackwelder）是南極洲的山峰，位於維多利亞地的斯科特海岸，屬於威爾克尼斯山脈的一部分，海拔高度2,340米，美國地質調查局根據測量和該國海軍的空中照片繪入地圖，現時由南極條約體系管理。